# ノックス郡 (ネブラスカ州)
座標: 北緯42度38分 西経97度53分 / 北緯42.63度 西経97.88度
ノックス郡（英: Knox County）は、アメリカ合衆国のネブラスカ州にある郡。2000年時点の人口は9,374人で、郡庁所在地はセンター (Center)。
ネブラスカ州のナンバープレートで、ノックス郡の車両は最初の数字が12になっている。これは1922年にナンバープレートの制度を確立した際、ノックス郡の車両登録台数が州内の郡のなかで12番目に多かったからである。

## 歴史
ノックス郡は1854年に組織され、アメリカ陸軍少将のヘンリー・ノックスにちなんで名付けられた。

## 地理
アメリカ合衆国国勢調査局によると、この郡は総面積2,952 km2 (1,140 mi2) である。このうち2,870 km2 (1,108 mi2)が陸地で、82 km2 (32 mi2) が川や湖などの水地域である。総面積のうちの2.77%が水地域となっている。

### 隣接する郡
- バナム郡 (サウスダコタ州)（北）
- ヤンクトン郡 (サウスダコタ州)（北東）
- シーダー郡（東）
- ピアース郡（南東）
- アンテロープ郡（南）
- ホルト郡（西）
- ボイド郡（北西）
- チャールズミックス郡 (サウスダコタ州)（北西）

### 国立保護区
- ミズーリ国立レクリエーショナル河川（部分管轄）

## 人口動静

2000年国勢調査時の郡の人口ピラミッド

2000年の国勢調査によると、ノックス郡には9,374人、3,811世帯、及び2,595家族が暮らしている。人口密度は3/km2 (8/mi2) で、2/km2 (4/mi2) の平均的な密度に4,773軒の住居が建っている。この郡の人種の構成は白人91.63%、黒人（アフリカ系アメリカ人）0.09%、先住民7.12%、アジア系0.16%、太平洋諸島系0.04%、その他の人種0.34%、及び混血0.63%で、0.91%の人々がヒスパニックまたはラテン系である。
ノックス郡に住む3,811世帯のうち、29.30%は18歳未満の子どもと暮らしており、59.00%は夫婦で生活している。6.00%は未婚の女性が世帯主であり、31.90%は家族以外の住人と同居している。29.90%は独居で、全世帯の17.40%は65歳以上の独居老人世帯である。1世帯あたりの平均人数は2.40人であり、家庭の場合は2.98人である。
郡の住民は25.50%が18歳未満の子どもで、18歳以上24歳以下が5.50%、25歳以上44歳以下が21.90%、45歳以上64歳以下が23.90%、および65歳以上が23.10%となっている。平均年齢は43歳である。女性100人に対して男性は96.70人いて、18歳以上の女性100人に対しては男性は95.20人いる。
郡の世帯ごとの平均収入は27,564米ドルで、家族ごとでは34,073米ドルである。男性の23,373米ドルに対して女性は18,319米ドルの平均的な収入がある。この郡の一人当たりの収入 (per capita income) は13,971米ドルである。総人口の15.60%、家族の12.50%は貧困線以下である。18歳未満の子どもの20.40%及び65歳以上の13.50%は貧困線以下の生活を送っている。

## 都市および村

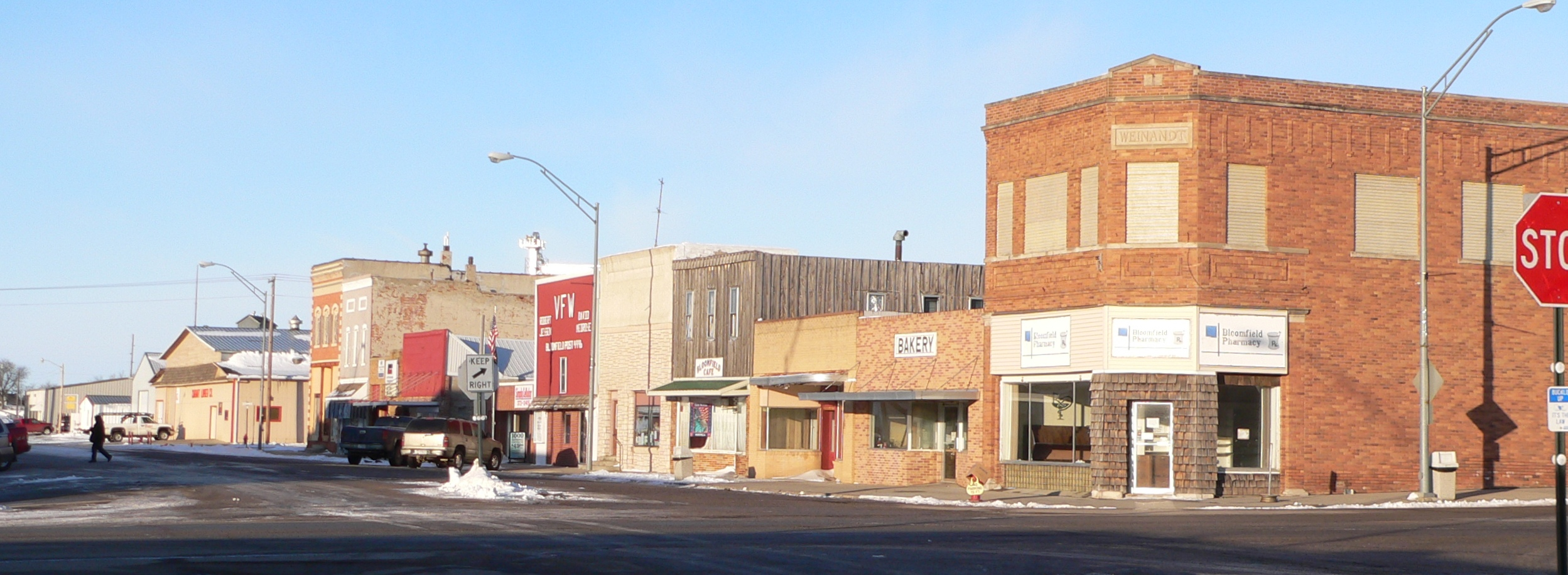
ブルームフィールドのようす
（2010年2月16日撮影）

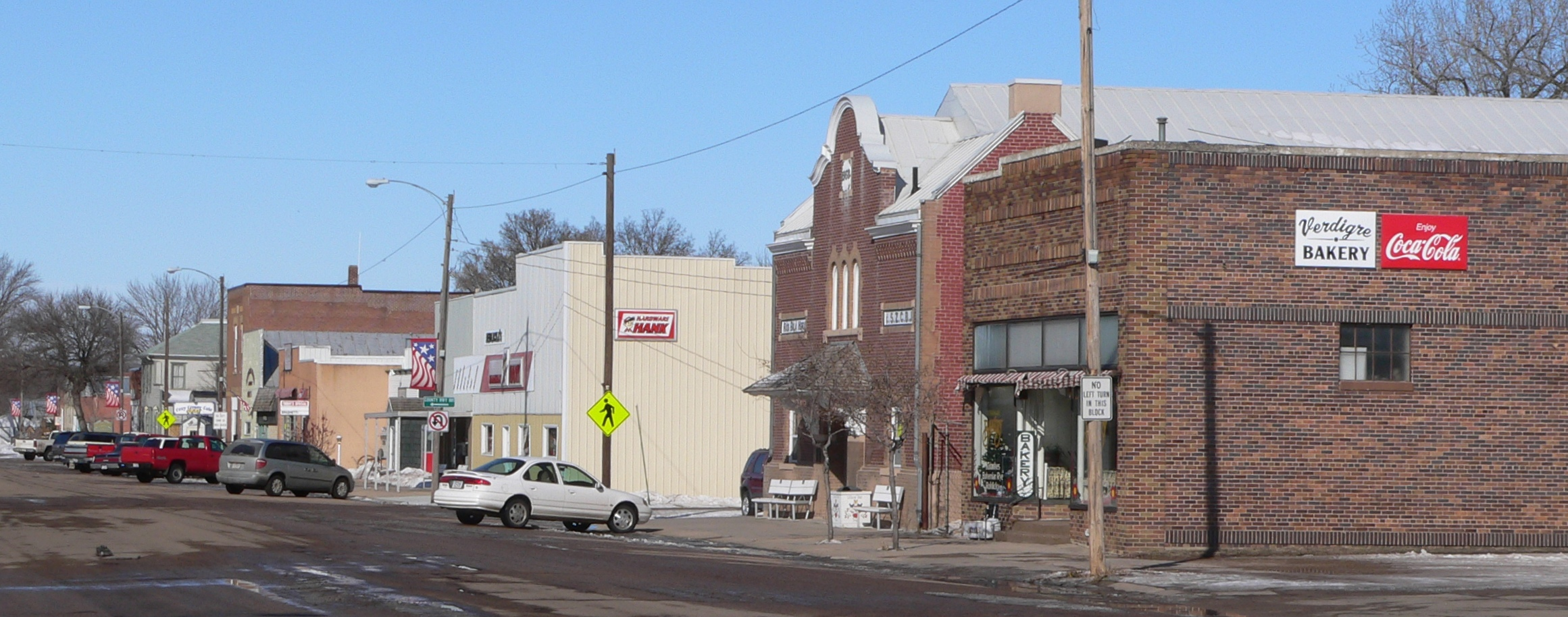
ヴァーディグルのようす
（2010年2月16日撮影）

- ベイジル・ミルズ (en:Bazile Mills, Nebraska)
- ブルームフィールド (en:Bloomfield, Nebraska)
- センター (en:Center, Nebraska)
- クレイトン (en:Creighton, Nebraska)
- クロフトン (en:Crofton, Nebraska)
- ニオブララ (en:Niobrara, Nebraska)
- サンティー (en:Santee, Nebraska)
- ヴァーデル (en:Verdel, Nebraska)
- ヴァーディグル (en:Verdigre, Nebraska)
- ワウサ (en:Wausa, Nebraska)
- ウィネトゥーン (en:Winnetoon, Nebraska)

## 郡区
- アディソン (en:Addison Township, Knox County, Nebraska)
- ボヘミア (en:Bohemia Township, Knox County, Nebraska)
- セントラル (en:Central Township, Knox County, Nebraska)
- クリーブランド (en:Cleveland Township, Knox County, Nebraska)
- コロンビア (en:Columbia Township, Knox County, Nebraska)
- クレイトン (en:Creighton Township, Knox County, Nebraska)
- ドルフィン (en:Dolphin Township, Knox County, Nebraska)
- ダウリング (en:Dowling Township, Knox County, Nebraska)
- イースタン (en:Eastern Township, Knox County, Nebraska)
- フランクフォート (en:Frankfort Township, Knox County, Nebraska)
- ハリソン (en:Harrison Township, Knox County, Nebraska)
- ヘリック (en:Herrick Township, Knox County, Nebraska)
- ヒル (en:Hill Township, Knox County, Nebraska)
- ジェファーソン (en:Jefferson Township, Knox County, Nebraska)
- リンカーン (en:Lincoln Township, Knox County, Nebraska)
- ローガン (en:Logan Township, Knox County, Nebraska)
- ミラー (en:Miller Township, Knox County, Nebraska)
- モートン (en:Morton Township, Knox County, Nebraska)
- ニオブララ (en:Niobrara Township, Knox County, Nebraska)
- ノース・フランクフォート (en:North Frankfort Township, Knox County, Nebraska)
- ピオリア (en:Peoria Township, Knox County, Nebraska)
- レイモンド (en:Raymond Township, Knox County, Nebraska)
- スペード (en:Spade Township, Knox County, Nebraska)
- スパルタ (en:Sparta Township, Knox County, Nebraska)
- ユニオン (en:Union Township, Knox County, Nebraska)
- ヴァレー (en:Valley Township, Knox County, Nebraska)
- ヴァーディグル (en:Verdigre Township, Knox County, Nebraska)
- ウォルナット・グローブ (en:Walnut Grove Township, Knox County, Nebraska)
- ワシントン (en:Washington Township, Knox County, Nebraska)
- ウェスタン (en:Western Township, Knox County, Nebraska)